# Kostel svatého Antonína Paduánského (Třeština)
Kostel svatého Antonína Paduánského v Třeštině je novogotickou stavbou z let 1865–1866. Kostel byl v roce 1964 zapsán na seznam kulturních památek.

## Historie
Kostel byl vystavěn na místě původní kapličky. Základní kámen byl položen 5. července 1863 v den oslav tisícího výročí příchodu slovanských věrozvěstů Konstantina a Metoděje na Moravu. Kostel podle projektu mohelnického stavitele Jana Sovy byl dostavěn v roce 1866. Zasvěcen byl sv. Antonínu Paduánskému. Svěcení proběhlo v roce 1869. Vybavení kostela se pořizovalo postupně za přispění místních občanů. V roce1883 zakoupila obec věžní hodiny a současně byly pořízeny dva zvony. Během 1. světové války byl jeden zrekvírován. V roce 1930 byly zavěšeny tři nové zvony, které však byly zabaveny v roce 1942 pro válečné účely. Varhany nesou na píšťale letopočet 1868, jsou však zřejmě staršího data výroby. Jejich zvláštností je opačná barevnost klaviatury - černé klávesy jsou vepředu a bílé vzadu. Generální opravou prošly v roce 2008. Kostel byl v průběhu minulého století několikrát opravován. V roce 1970 proběhla úprava interiéru podle návrhu akademického malíře Františka Peňáze.

## Popis

### Exteriér
Kostel stojí na návsi, kněžiště směřuje k jihu. Jde o novogotickou architekturu v rané formě odvozenou z anglické gotiky. Má hladkou bílou omítku v kombinaci se žlutým soklem. Jedná se o jednolodní podélnou stavbu s vestavěnou kvadratickou věží, na protější straně je presbytář čtvercového půdorysu s trojbokým závěrem, na který navazuje přízemní sakristie téhož půdorysu. Na nárožích jsou polygonální pilíře na způsob věžic, zakončené zubatým cimbuřím. Boční zdi lodi z obou stran člení lizénové rámy a římsa s obloučkovým vlysem a zaklenutými obdélnými okny. V průčelí pod věží je hlavní vchod rámovaný profilovaným pískovcovým ostěním ukončený obloukem. Nad ním prolomen okenní otvor ve tvaru kříže. Ve zdi vpravo od vchodu je osazena pískovcová deska, vlevo stojí dřevěný korpus misijního kříže. Věž s hodinami je zakončena cibulovou bání s lucernou a makovicí. 

### Interiér
Interiér je zaklenut pruskými klenbami. Mobiliář nese znaky baroka. Hlavní oltář i dnes již neexistující boční oltáře byly zhotoveny řezbářskou firmou Celler z Olomouce. Obraz nad retabulem z roku 1917 od akademického malíře Františka Šenara z Olomouce znázorňuje sv. Antonína Paduánského se sv. Floriánem a s Ježíškem uprostřed. V pozadí obrazu je panoráma obce Třeštiny. Křížová cesta se signaturou Jansa je pravděpodobně z konce 19. století. 